# Спес (митология)
Спес (на латински: Spes [ˈspeːs], gen. Spēi [ˈspeːi]; „Надежда“) е в древноримската митология олицетворение
на надеждата, особено за деца и добра реколта. Отговаря на Елпис в гръцката митология.
Спес е показвана като младо слабо момиче, стоящо на пръсти, а до нея гарван, символ на дълготраенето.
Култът към нея в Рим започва от 5 век пр.н.е. През 477 век пр.н.е. консул Гай Хораций Пулвил след победа против етруските освещава храм на Спес на Есквилин.
През 249 пр.н.е. Авъл Атилий Калатин дарява храм на Спес на Форум Холиториум (Зеленчуковия пазар) в Рим, от който днес има остатъци в църквата Sancti Nicolai in Carcere Tulliano.
В Капуа има храм на Спес от 110 пр.н.е.